# Lope de Vega
Félix Lope de Vega y Carpio (Madrid, 25. studenog 1562. – Madrid, 27. kolovoza 1635.)  španjolski je pisac. 
Jedan od najoriginalnijih, vjerojatno i najplodniji pisac uopće. Napisao oko 1800 kazališnih komada, golem broj pjesama koje su mu lako tekle pa je i neka teorijska djela napisao u stihovima (Novo umijeće pisanja komedija u naše vrijeme i dr.), mnoštvo pripovjedaka, romana i spisa koje je teško svrstati u književne rodove. Cijelo je njegovo djelo ujedno blistav, iako katkad i površan iskaz vlastitoga vratolomnog života, između veselja i provoda, tuge i očaja, uz salve smijeha i suza. Reformirao je španjolsko kazalište, razbio jedinstvo radnje i mjesta, uveo lakrdijaše, potkazivače i intrigante, kontraponirao dostojanstvo i sluganstvo, te do danas ostao u živim književnim razgovorima. 

## Poznatija djela
- Arkadija, Dorotea (romani)
- Fuenteovejuna, Najbolji je sudac kralj, Vitez od Olmeda, Vrtlarov pas, Budalasta vlastelinka, Služavka, Madridski čelik (drame i komedije)
- Ljudske rime, Rime ljudske i božanske (zbirke pjesama)
- Osvojeni Jeruzalem, Tragična kruna (spjevovi).